# Sick Puppies

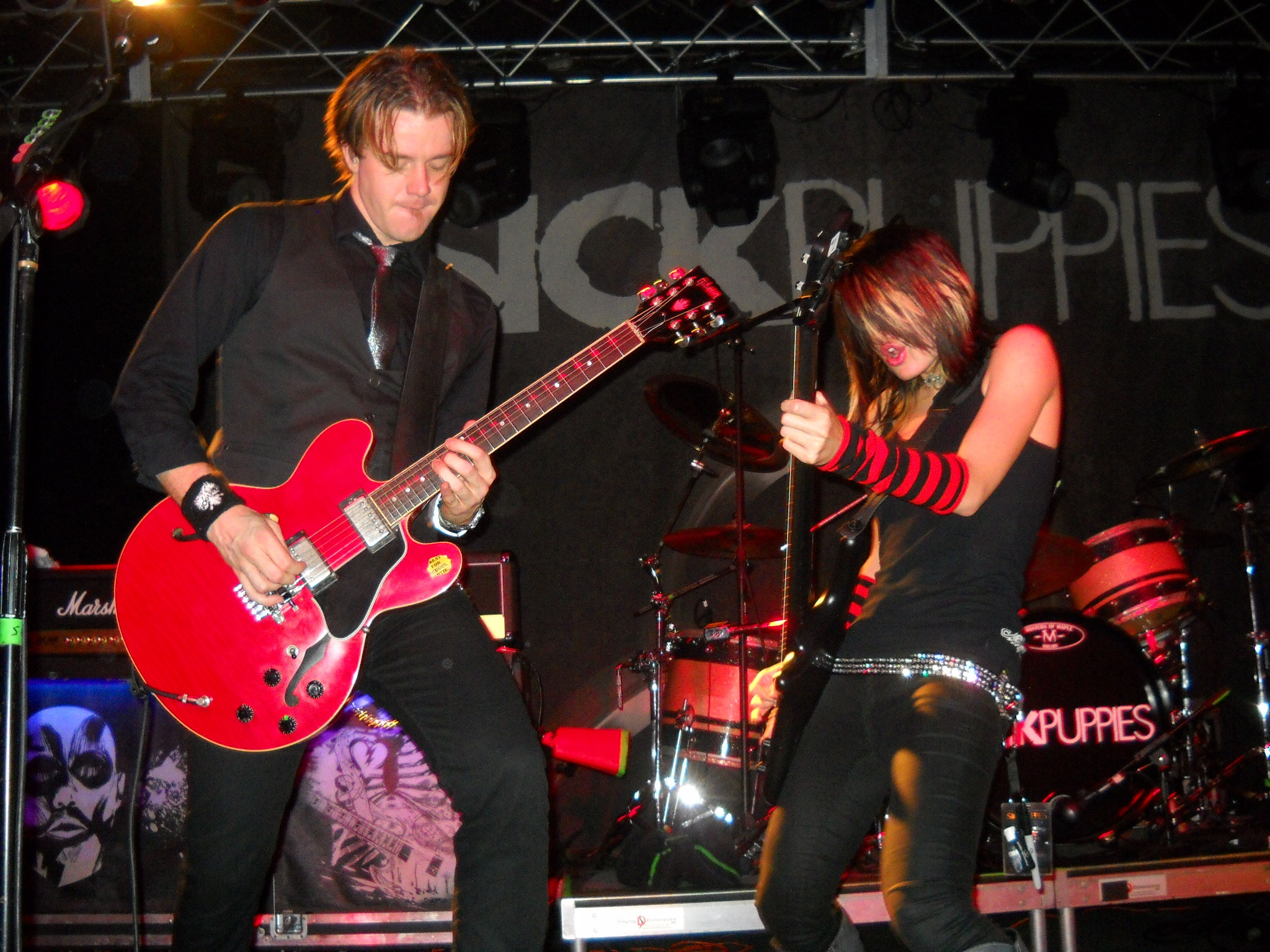
Sick Puppies in 2010

Sick Puppies is een Australische rockband, bestaande uit zanger en gitarist Shimon Moore, bassiste Emma Anzai en drummer Mark Goodwin. De band is in 1997 opgericht.
In 2006 werd Sick Puppies bekend door hun single All the Same. De bijbehorende videoclip steunde de Free Hugs Campaign en werd vele tientallen miljoenen keren bekeken. Het volgende album, Dressed Up as Life, dat uitkwam in 2007, bereikte plek 181 in de Billboard 200.
Het tweede album van Sick Puppies heet Polar Opposite en het derde Tri-Polar. Op het laatstgenoemde album staat het nummer Maybe, wat in Nederland de enige hit voor de band werd.